# Prébase
En mathématiques, plus précisément en topologie, une prébase A d'une topologie T sur un ensemble X est un ensemble de parties de X qui engendre T, c'est-à-dire tel que T soit la plus petite topologie sur X pour laquelle tous les éléments de A sont des ouverts.

## Lien avec la notion de base
Un ensemble de parties d'un ensemble X est toujours une prébase d'une certaine topologie sur X (celle qu'il engendre), ce qui est une différence avec la notion de base d'une topologie : un ensemble de parties de X n'est une base d'une certaine topologie que si l'intersection de deux éléments quelconques de cet ensemble est une union d'éléments de ce même ensemble.

Toute prébase n'est donc pas toujours une base, mais permet d'en construire une : il suffit en effet de la clôturer par intersection finie pour obtenir une base définissant la même topologie. En revanche, toute base d'une certaine topologie est bien sûr également une prébase pour cette topologie.

## Topologie engendrée
Soient X un ensemble et A un ensemble de parties de X.
Il existe des topologies sur X qui contiennent A (ne serait-ce que la topologie discrète). Parmi elles, il en existe une « moins fine que » (c.-à-d. « plus petite que », au sens : « incluse dans ») toutes les autres. En effet, toute intersection de topologies sur X est une topologie sur X ; il suffit donc de faire l'intersection de toutes les topologies sur X contenant A.
On l'appelle la topologie sur X engendrée par A.
On vient de la construire de l'extérieur. On peut aussi la construire « de l'intérieur », en deux étapes. Dans un premier temps, on complète A en formant l'ensemble B de toutes les intersections finies d'éléments de A (en convenant ici que l'intersection indexée par l'ensemble vide est X). Alors, B est la base d'une topologie, qui n'est autre que celle engendrée par A.
En clair, une partie P de X est ouverte pour la topologie engendrée par A si et seulement si P est réunion (quelconque) d'intersections finies d'éléments de A.

## Prébase
Soient X un ensemble, A un ensemble de parties de X, et T une topologie sur X.
On dit que A est une prébase de T si la topologie sur X engendrée par A est égale à T.

## Propriétés
- La caractérisation de la continuité d'une application f : X → Y (où X, Y désignent deux espaces topologiques) se simplifie si l'on dispose d'une prébase A de la topologie sur Y (autrement dit : si la topologie sur Y est celle engendrée par A) :

- Soit A une prébase de la topologie sur X. Pour tout point x de X, l'ensemble, noté Ax, des ouverts de A qui contiennent x, est une prébase du filtre des voisinages de x[1]. Il en résulte qu'un filtre converge vers un élément x si et seulement si il contient Ax (puisqu'il contiendra alors le filtre des voisinages de x).
- Théorème d'Alexander — Soit A une prébase d'un espace topologique X. Pour que X soit quasi-compact, il suffit que tout recouvrement de X par des ouverts de A possède un sous-recouvrement fini.
(Lorsque A est une base, il est beaucoup plus facile de démontrer que cette condition est suffisante.)

Le théorème de Tykhonov se déduit immédiatement de celui d'Alexander.

## Exemples
- Pour la topologie de la droite réelle, les demi-droites ouvertes, c'est-à-dire les intervalles de la forme ]-∞,a[ ou de la forme ]a,+∞[ où a est un nombre réel, forment une prébase (on peut même se contenter des a rationnels).
- Si (X, ≤) est un ensemble ordonné, divers choix de prébases permettent de définir différentes topologies de l'ordre sur X.
- Soit X un ensemble. Pour une famille d'applications fi : X → Yi, chaque Yi désignant un espace topologique, une prébase de la topologie initiale sur X associée est constituée de tous les « i-cylindres » où l'indice i prend toutes les valeurs possibles, en appelant « i-cylindre » toute image réciproque par fi d'un ouvert de Yi. D'après la première des propriétés ci-dessus, c'est donc la topologie sur X la moins fine pour laquelle toutes les fi sont continues. (Deux cas particuliers importants de topologie initiale sont la topologie produit et la topologie induite.)